# Kilvelur
Kilvelur es una ciudad y nagar Panchayat situada en el distrito de Nagapattinam en el estado de Tamil Nadu (India). Su población es de 8272 habitantes (2011). Se encuentra a 11 km de Nagapattinam.

## Demografía
Según el censo de 2011 la población de Kilvelur era de 8272 habitantes, de los cuales 4020 eran hombres y 4252 eran mujeres. Kilvelur tiene una tasa media de alfabetización del 89,82%, superior a la media estatal del 80,09%: la alfabetización masculina es del 94,33%, y la alfabetización femenina del 85,60%.